# Los Planes, Jalisco
Los Planes är en ort i Mexiko.   Den ligger i kommunen Jalostotitlán och delstaten Jalisco, i den centrala delen av landet, 400 km nordväst om huvudstaden Mexico City. Los Planes ligger 1 793 meter över havet och antalet invånare är 196.
Terrängen runt Los Planes är huvudsakligen platt, men söderut är den kuperad. Terrängen runt Los Planes sluttar norrut. Runt Los Planes är det ganska tätbefolkat, med 54 invånare per kvadratkilometer. Närmaste större samhälle är Jalostotitlán, 6,3 km nordost om Los Planes. I omgivningarna runt Los Planes växer huvudsakligen savannskog.